# Coryphantha longicornis
Coryphanta longicornis, conocida comúnmente como biznaga partida de piña, es una especie de planta suculenta perteneciente al género Coryphantha, dentro de la familia Cactaceae. Es endémica del noreste de México (concretamente de los estados mexicanos de Coahuila, Chihuahua y Durango).

## Descripción
Coryphantha longicornis es una especie de cactus grande que aunque generalmente crece de forma solitaria, a veces se ramifica desde la base y forma grupos. Los tallos son gruesos, rechonchos y de forma globosa a cilíndrica corta. Tienen la epidermis de color verde brillante a verde opaco o grisáceo claro y alcanzan alturas de 9 a 30 cm, con diámetros de 10 a 15 cm. Su ápice es lanudo y las raíces pivotantes.

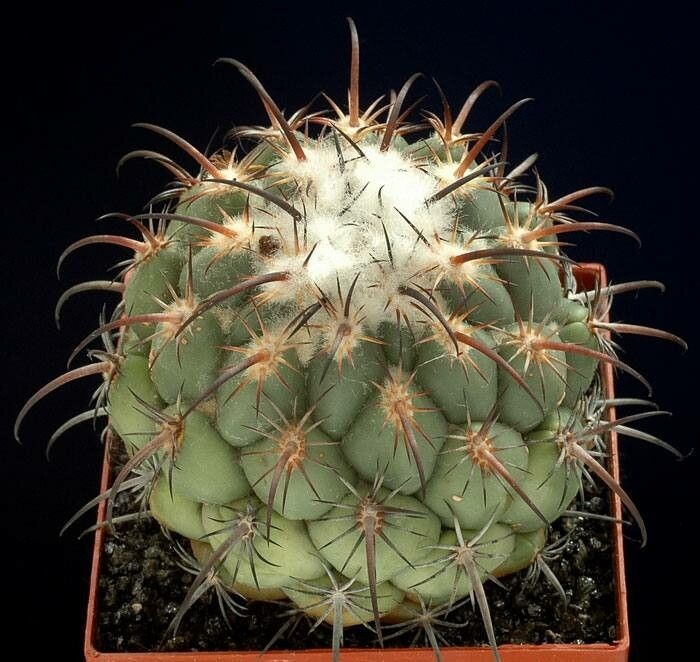
Detalle del ápice lanudo

Los tallos están cubiertos de tubérculos cónicos u ovalados dispuestos en espiral. Son más o menos erectos, muy firmes, miden de 1,4 a 1,7 cm de ancho y hasta 2 cm de largo. Tienen un surco estrecho y desnudo en la parte superior, aunque en los brotes nuevos el surco puede mostrar algo de fieltro. Sus axilas son desnudas o ligeramente lanosas y tienen una glándula de néctar.
En la punta de los tubérculos se asientan areolas redondas de 2 mm de diámetro, las cuales son lanosas cuando son jóvenes. Tienen 3 espinas centrales rígidas de color blanco a marrón (a menudo con la punta negra), de aproximadamente 1,2 a 2,5 cm de largo. Entre ellas, la inferior es curvada y descendente, mientras que las superiores y laterales son más cortas. También tienen unas 12 espinas radiales translúcidas y blanquecinas con las puntas grises. Son aciculares, rectas o curvas y miden de 0,5 a 1,5 cm de largo.
Las flores son diurnas y de color amarillo puro. Tienen forma de embudo y miden de 3 a 6,5 cm de diámetro. Los frutos son de color verde amarillento y miden de 1,4 a 1,7 cm de largo. En su interior contienen semillas globosas y reniformes, de 1,5 mm de largo y 1 mm de ancho.

## Distribución y hábitat

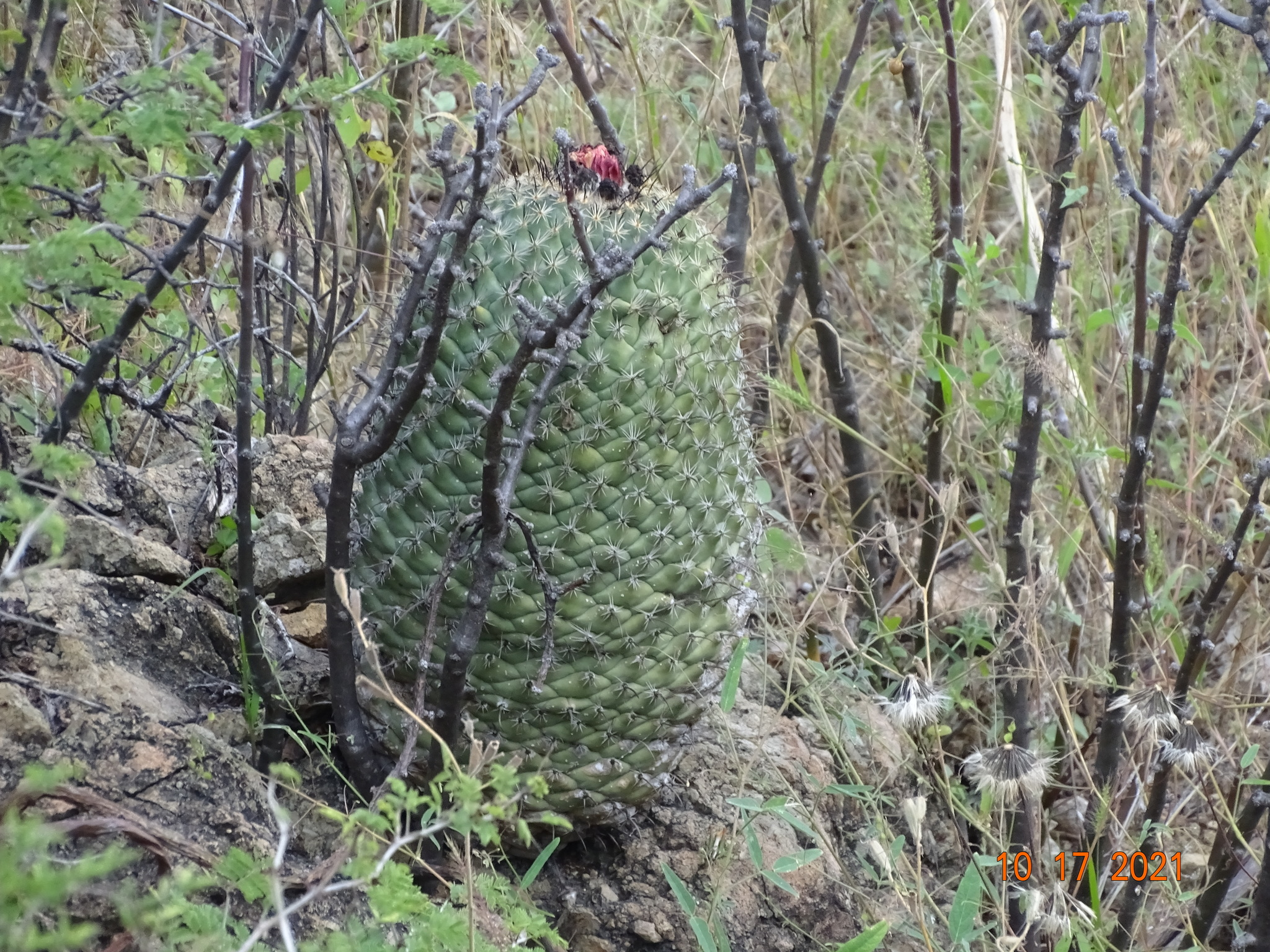
Planta en su hábitat

El área de distribución nativa de esta especie es noreste de México (concretamente en los estados mexicanos de Coahuila, Chihuahua y Durango) y crece principalmente en biomas desérticos o de matorral seco, sobre todo confinada a zonas aledañas al río Nazas.
Habita en pastizales secos, sobre suelos volcánicos de colinas y laderas. Además, a menudo se desarrolla bajo matorrales o robles.

## Taxonomía
Coryphantha longicornis fue descrita por el botánico alemán Friedrich Bödeker y publicada por primera vez en la revista científica Monatsschrift der Deutschen Kakteen-Gesellschaft 3: 249 en 1931.
Etimología
- Coryphantha: nombre genérico que deriva del griego coryphe (que significa 'cima' o 'cabeza'), y anthos (que significa 'flor'), haciendo referencia a que las flores aparecen en el ápice de los tallos.
- longicornis: epíteto específico que deriva de las palabras latinas longus (que significa 'largo') y cornu (que significa 'cuerno'), haciendo referencia a las largas espinas curvadas que presenta la especie.[7][5]

## Estado de conservación
En la Lista Roja de Especies Amenazadas de la UICN, la especie está clasificada como de “Preocupación Menor (LC)” y no presenta ninguna amenaza destacable.

## Usos
Se cultiva principalmente como planta ornamental y su propagación se realiza a través de semillas. 
Aunque se desarrolla mejor en sombra parcial, también prospera a pleno sol. Es sensible al exceso de riego, ya que es propenso a la pudrición, por lo que necesita un suelo muy poroso con buen drenaje. Florece bastante temprano, pero necesita entre 8 y 12 años para alcanzar su porte típico y definido. Tolera temperaturas bastante bajas siempre que se mantenga seco, resistiendo hasta -5 °C o menos durante periodos cortos.